# New Houghton
New Houghton – wieś w Anglii, w hrabstwie Derbyshire, w dystrykcie Bolsover.